# Charès de Lindos
Pour les articles homonymes, voir Charès.

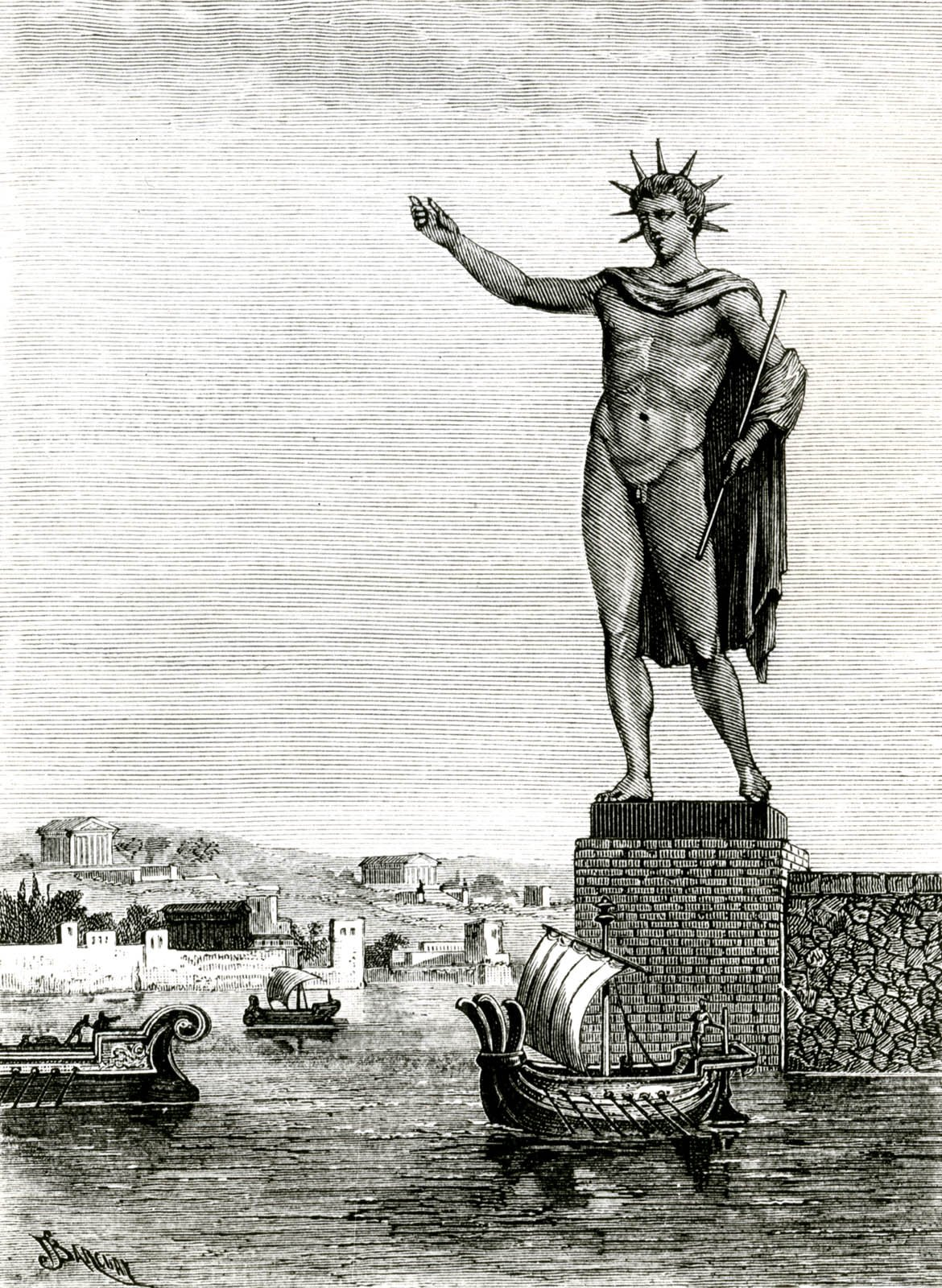
Représentation du XIXe siècle du colosse de Rhodes.

Charès  (en grec ancien Χάρης), originaire de Lindos, est un sculpteur grec du second classicisme récente (IVe siècle av. J.-C.). Son œuvre la plus célèbre est le colosse de Rhodes, l'une des Sept Merveilles du monde.

## Biographie
Sa vie est très peu connue. Les sources anciennes en font le disciple de Lysippe. Il est l'auteur du Colosse, une statue de bronze colossale représentant le dieu Hélios et érigée en 292 av. J.-C. pour commémorer la résistance de Rhodes au blocus de Démétrios Poliorcète. On connaît également de Charès une tête colossale qui est ensuite emportée à Rome, sur le Capitole, et dédiée par le consul P. Lentulus Spinther.
Charès serait mort avant l'érection du Colosse. Selon Sextus Empiricus, Charès établit un premier devis à la demande des Rhodiens. Quand ceux-ci lui demandent une estimation pour une statue deux fois plus grande, il se contente de doubler le montant. La commande lui est confiée, mais il tombe rapidement à court de fonds et se suicide de honte. Les ouvriers comprennent ensuite que le montant initial aurait dû être multiplié par huit.

## Honneurs
L'astéroïde (236746) Chareslindos porte son nom.